# Kalaniʻōpuʻu-a-Kaiamamao
Kalaniʻōpuʻu-a-Kaiamamao [Kalaniopuu-a-Kaiamamao] (o. 1729. – 1782.) bio je havajski monarh, poglavica plemena. Vladao je u vrijeme kad je James Cook došao do Havaja. Roditelji su mu bili Kalaninuiamamao i Kamakaimoku, a djeca Kīwalaʻō i Keōua Kuahuʻula. Majka mlađeg sina zvala se Kānekapōlei, a starijeg Kalola Pupuka-o-Honokawailani.
Bio je djed kraljice Keōpūolani te pradjed dvojice kraljeva.